# لاري هيوز
لاري هيوز (بالإنجليزية: Larry Hughes)‏ مواليد 23 يناير 1979 في سانت لويس، هو لاعب كرة سلة أمريكي سابق بدأ مسيرته الاحترافية في سنة 1998. يبلغ طوله 6 قدم 5 بوصة (2.0 م). اعتزل اللعب في 2012.

## فرق لعب لها
- فيلادلفيا سفنتي سيكسرز
- غولدن ستايت ووريورز
- واشنطن ويزاردز
- كليفلاند كافالييرز
- شيكاغو بولز
- نيويورك نيكس
- شارلوت هورنتس
- أورلاندو ماجيك

## روابط خارجية
- لاري هيوز على موقع إن بي أي (الإنجليزية)
- لاري هيوز على موقع سبورتس رفرنس (الإنجليزية)
- لاري هيوز على موقع كرة السلة الأوروبية.كوم (الإنجليزية)
- لاري هيوز على موقع كلية كرة السلة في سبورتس رفرنس.كوم (الإنجليزية)
- لاري هيوز على موقع ريلجم (الإنجليزية)
- لاري هيوز على موقع بروبوليرز (الإنجليزية)